# سيكو نايل إكس
سيكو نايل إكس هو أول هاتف ذكي من صنع مصري وهو من صنع شركة سيكو للصناعات التكنولوجية. أول هاتف مصري Made In Egypt , فخر الصناعة المصرية موبايل سيكو المميز Sico Nile X بشاشة ممتازة بالابعاد الجديدة 18:9 مع معالج متوسط من ميدياتيك ومساحة تخزين كبيرة 64 جيجا بايت مع 4 جيجا رام وكاميرا خلفية مزدوجة فهو خليط من المواصفات الجيدة بسعر منافس للغاية، ليكون الهاتف أول هاتف مصري قوي في المواصفات ليكون منافس شرس للهواتف الأخرى في الفئة تحت المتوسطة، سنقوم بعرض مواصفات ومميزات وعيوب موبايل سيكو نايل اكس 

## الخصائص
- يدعم الأتصال بشريحتي اتصال Micro Sim ويدعم 4G للشريحة الأولى فقط اما للشريحة الثانية 2G فقط.
- وزن موبايل سيكو هو 165 جرام.
- ابعاد الموبايل هي 154.5*73*8.6 مم.
- شاشة 5.7 بوصة IPS بالابعاد الجديدة 18:9 مع دقة HD+ .
- يعمل بأندرويد نوجا 7.0 .
- معالج ميديا تيك MTK6750T ثماني النواة يعمل بقوة 1.5 جيجا هرتز والمعالج جيد جدا في التنقل بين التطبيقات ولعب الألعاب الخفيفة، اما بالنسبة للالعاب الثقيلة يصاحبها بعد التهنيج.
- مساحة تخزين 64 جيجا بايت مع 4 جيجا رام.
- يدعم تركيب كارت ذاكرة خارجي حتي 64 جيجا بايت ويتم تركيبه في مدخل الشريحة Sim 2 .
- الكاميرا الخلفية مزدوجة بقوة 13+5 ميجا بيكسل بفتحة عدسة f/2.0 مع فلاش ليد مزدوج ويدعم الهاتف خاصية العزل في التصوير ولكنها ليست جيدة، كما تستطيع الكاميرا التصوير 1080p بجودة 30fps .
- الكاميرا الامامية 8 ميجا بيكسل مع فلاش بفتحة عدسة f/2.6 وتعطي الكاميرا صور جيدة في الإضاءة المرتفعة وكلما قلت الإضاءة أصبحت الصور اسوء نظرا لضيق فتحة عدسة الكاميرا الامامية.
- يدعم مستشعر البصمة في ظهر الهاتف.
- يدعم مستشعر الجيروسكوب مما يدعم نظارات VR .
- يدعم USB Type C .
- يدعم تشغيل الراديو FM .
- بطارية 2800 مللي أمبير وهي تعتبر متوسطة وقد لا تكمل معك يوم من الاستخدام الشاق وتدعم البطارية الشحن السريع.
- تصميم بلاستيكي لظهر الهاتف.

## المميزات
- شاشة كبيرة بقياس 5.7 بوصة بالابعاد الجديدة مع حواف قليلة جدا للشاشة.
- بالرغم من الظهر البلاستيكي الا انه متين وجيد ولونه الأزرق ممتاز ويقوم بعمل انعكاسات مع الإضاءة.
- يدعم مستشعر البصمة ومستشعر الجيروسكوب.
- يدعم USB Type C لسرعة نقل البيانات من والي الهاتف.
- تدعم البطارية الشحن السريع.

## العيوب
- اداء الكاميرا الامامية غير جيد على الإطلاق.
- بطء في استجابة مستشعر البصمة.
- قلة حجم البطارية.
- يعمل بأندرويد نوجا 7.0 وليس أندرويد أوريو 8.0 وفي انتظار وصول تحديث الأوريو له.
- عند وضع الهاتف على ظهره يتم كتم الصوت نظرا لوجود السماعات في ظهر الهاتف